# 列別季 (奧斯特羅赫區)
50°23′48″N 26°15′57″E / 50.39667°N 26.26583°E
列別季（烏克蘭語：Лебеді），是烏克蘭西北部的村莊，隸屬里夫內州的里夫內區。該村始建於1545年，面積0.73平方公里，海拔高度225米，2001年人口148，人口密度每平方公里201.9人。